# Korpsbeheerder
Een korpsbeheerder was in Nederland (voor de invoering van de Politiewet 2012 en de bijbehorende reorganisatie van de politie in Nederland) een burgemeester die verantwoordelijk was voor het beheer van een van de 25 regionale politiekorpsen. Met de invoering van een nationale politie op 1 januari 2013 kwam er één korps en vervielen de 25 burgemeesters als korpsbeheerder. In zekere zin fungeert nu de minister van Justitie en Veiligheid als korpsbeheerder. Hij of zij voert immers het beheer over de nationale politie.
Voor de wetswijziging van 1 januari 2008 was vaak de burgemeester van de centrumgemeente in een politieregio automatisch de korpsbeheerder. Na een wijziging van de Politiewet werden de korpsbeheerders benoemd door de Kroon op voordracht van de minister van Binnenlandse Zaken en Koninkrijksrelaties. De minister hoorde hiervoor de leden van het Regionaal College en vroeg advies aan de commissaris van de Koningin en het College van procureurs-generaal. Alle burgemeesters die deel uitmaakten van het Regionaal College konden derhalve worden benoemd tot korpsbeheerder. De praktijk leerde dat vaak de burgemeester van de grootste gemeente in de politieregio werd voorgedragen. De benoemingstermijn was zes jaar. Ook werd het met de wetswijziging mogelijk dat de minister de korpsbeheerder kon schorsen of in het uiterste geval zelfs voor ontslag voordragen. Dit kon bijvoorbeeld als de korpsbeheerder onvoldoende bijdroeg aan het realiseren van de landelijke (politie)doelstellingen of bij een verstoorde relatie van de korpsbeheerder met de andere leden van het Regionaal College.
In het Wet veiligheidsregio's (2010) was opgenomen dat de korpsbeheerder tevens voorzitter is van de veiligheidsregio overeenkomende met de politieregio.

## Positie
De korpsbeheerder was tevens voorzitter van een regionaal college, waarin alle burgemeesters uit die politieregio en de hoofdofficier van justitie zaten. Het regionaal college bestuurde de regio. 
De korpsbeheerder vertegenwoordigde de regio in en buiten rechte. Dat betekent bijvoorbeeld, dat als de politie een contract wilde sluiten, de korpsbeheerder ervoor moest tekenen. 

## Taak
Op grond van artikel 24 van de Politiewet 1993 berustte het beheer van het regionale politiekorps bij de korpsbeheerder, die daartoe werd bijgestaan door de korpschef. 
De korpsbeheerder overlegde regelmatig met de korpschef en de hoofdofficier van justitie in de regionale Driehoek. 
In de politiewet stond verder dat de korpsbeheerder jaarlijks een concept moet maken van:
- organisatiestructuur,
- het aantal personeelsleden (de 'formatie')
- de begroting,
- de jaarrekening,
- het beleidsplan en
- het jaarverslag.

Daarbij moest de hoofdofficier van justitie van die regio het eens zijn met de inhoud van het concept. 
Als de burgemeester (korpsbeheerder) en de hoofdofficier het niet eens konden worden, besliste het College van procureurs-generaal, mits de commissaris van de Koning het ermee eens was. Konden die het ook niet eens worden, dan besliste de Minister van justitie, samen met de Minister van Binnenlandse Zaken en Koninkrijksrelaties. 
Het regionale college stelde vervolgens de definitieve versie van deze stukken vast.

## Historie
Tot 1993 had elke gemeente, behalve de kleinere plattelandsgemeenten, haar eigen gemeentepolitie. De burgemeester was het hoofd van de politie. 
In 1993, met de invoering van de nieuwe politiewet, werd de politie gereorganiseerd. Daarbij werden 25 regionale korpsen gevormd. Een bijlage van deze wet definieerde de regio's en wees voor elke regio een gemeente aan, waarvan de burgemeester de korpsbeheerder was. 
Over het algemeen lagen de regio's rondom een centrale stad, waarvan de burgemeester dus korpsbeheerder was. 
Vorenstaande was de praktijk tot de wetswijziging van de Politiewet op 1 januari 2008. Sinds deze datum werden korpsbeheerder door de Kroon benoemd op voordracht van de minister van Binnenlandse Zaken en Koninkrijksrelaties.

## Korpsbeheerders bij andere korpsen
Het Korps landelijke politiediensten (KLPD) werd, en het Korps Politie Caribisch Nederland voor de eilanden Bonaire, Sint Eustatius en Saba (KPCN) wordt nog steeds, beheerd door de minister van Veiligheid en Justitie. Ook het brandweerkorps van Caribisch Nederland wordt door deze minister beheerd.

## Politieregio's en korpsbeheerders
| Politieregio/korps        | Korpsbeheerder (burgemeester van) |
| ------------------------- | --------------------------------- |
| Amsterdam-Amstelland      | Amsterdam                         |
| Brabant Noord             | 's-Hertogenbosch                  |
| Brabant Zuid Oost         | Eindhoven                         |
| Drenthe                   | Assen                             |
| Flevoland                 | Almere                            |
| Fryslân                   | Leeuwarden                        |
| Gelderland Midden         | Arnhem                            |
| Gelderland Zuid           | Nijmegen                          |
| Gooi en Vechtstreek       | Hilversum                         |
| Groningen                 | Groningen                         |
| Haaglanden                | Den Haag                          |
| Hollands Midden           | Leiden                            |
| Kennemerland              | Haarlem                           |
| Limburg Noord             | Venlo                             |
| Limburg Zuid              | Maastricht                        |
| Midden- en West-Brabant   | Tilburg                           |
| Noord-Holland Noord       | Alkmaar                           |
| Noord- en Oost-Gelderland | Apeldoorn                         |
| Rotterdam-Rijnmond        | Rotterdam                         |
| Twente                    | Enschede                          |
| Utrecht                   | Utrecht                           |
| IJsselland                | Zwolle                            |
| Zaanstreek-Waterland      | Zaanstad                          |
| Zeeland                   | Middelburg                        |
| Zuid-Holland-Zuid         | Dordrecht                         |